# Тернер (Мичиген)
Тернер (енгл. Turner) град је у америчкој савезној држави Мичиген.

## Демографија
По попису из 2010. године број становника је 114, што је 25 (-18,0%) становника мање него 2000. године.
| Група             | 2000.       | 2010.       |
| Белци             | 134 (96,4%) | 109 (95,6%) |
| Афроамериканци    | 0 (0,0%)    | 2 (1,8%)    |
| Азијати           | 0 (0,0%)    | 0 (0,0%)    |
| Хиспаноамериканци | 0 (0,0%)    | 0 (0,0%)    |
| Укупно            | 139         | 114         |